# Ronald Kampamba
Ronald Kampamba (Kitwe, 28 dicembre 1991) è un calciatore zambiano, attaccante del Nkana e della Nazionale zambiana.

## Carriera

### Club
Ha segnato un gol in 17 presenze nella prima divisione egiziana col Wadi Degla; nella stagione 2015-2016 ha disputato 2 partite nella seconda divisione belga, al Lierse; a fine anno è tornato in Egitto per fine prestito.

### Nazionale
Ha esordito in Nazionale nel 2011.